# Лангерин
Лангерин, или CD207 — мембранный белок, рецептор на клетках Лангерганса, относится к лектинам типа С. Продукт гена человека CD207.

## Функции
Лангерин исключительно экспрессирован на клетках Лангерганса, которые представляют собой незрелые дендритные клетки эпидермиса и слизистых оболочек. Экспрессирован также на нескольких других типах дендритных клеток, включая дермальные CD103+ и селезёночные CD8+ дендритные клетки. Кроме этого, называется лектином типа C 4-го семейства, член K, или CD207. Лангерин локализован в особых гранулах Бирбека, находящихся в цитоплазме клеток Лангерганса. Лангерин является лектином типа C и обладает маннозо-связывающей специфичностью.
Индуцирует формирование гранул Бирбека. Связывается с сульфатированными и маннозилироваными гликанами, кератан-сульфатами и бета-гликанами. Предполагается, что связывание антигена с лангерином приводит к интернализации антигена в гранулы Бирбека и его неклассическому процессингу для последующей презентации антигена T-лимфоцитам.

## Клиническое значение
Основной рецептор для видов Candida, Saccharomyces и Malassezia furfur.
Лангерин клеток Лангерганса эпителия гениталий взаимодействует с вирусом HIV-1 с последуйщей интернализацией вируса в гранулы Бирбека и его быстрой деградацией и, таким образом, обеспечивает защиту от вируса.